# Bubastis
Per-Bast (gr. Bubastis) – miasto w starożytnym Egipcie w Delcie Nilu.
| W1 | X1 · O49 |

Było głównym centrum kultu bogini Bastet i stolicą 18 nomu Am-Khent Dolnego Egiptu. Stało się królewską rezydencją za czasów Szeszonka I z XXII dynastii. Największy rozkwit osiągnęło w czasach XXII i XXIII dynastii. Początek schyłku rozpoczął się wraz z inwazją Persów pod koniec XXVI dynastii, za czasów Kambyzesa, pierwszego władcy z dynastii Achemenidów.
Ruiny Bubastis leżą niedaleko współczesnego miasta Az-Zakazik.
W Biblii miasto Pi-Beset (Pibeset) zostało wymienione razem z On (Heliopolis) w Księdze Ezechiela (30,17), w proroctwie Ezechiela przeciw Egiptowi. Sposób oddania tego wersetu w Septuagincie jako Bubastos identyfikuje miasto z Bubastis